# Ларичев, Виталий Епифанович
Вита́лий Епифа́нович Ла́ричев (12 декабря 1932, хутор Большой Лычак, Нижне-Волжский край — 2 июня 2014, Новосибирск) — советский и российский археолог-востоковед, антрополог, доктор исторических наук (1971), член РАЕН (1992). Один из ведущих специалистов по археологии и истории чжурчжэней и других древних народов Дальнего Востока России и сопредельных Маньчжурии и Монголии. Популяризатор науки. Автор книг для юношества, в том числе книги «Путешествие в страну восточных иноземцев» (1983).

## Биография
В 1955 году окончил Восточный факультет ЛГУ (кафедра истории стран Дальнего Востока), затем аспирантуру Ленинградского отделения Института истории материальной культуры. Ученик академика А. П. Окладникова.
В 1960 году защитил кандидатскую диссертацию «Древние культуры северо-восточного Китая» (официальные оппоненты М. М. Герасимов и Г. Ф. Дебец). Работал в Институте экономики и организации промышленного производства Сибирского отделения АН СССР; в Отделе гуманитарных исследований Сибирского отделения АН СССР.
С 1966 года заведовал сектором истории и археологии стран зарубежного Востока Института истории, филологии и философии СО АН СССР (позднее — Институт археологии и этнографии СО РАН), редактировал ряд научных журналов. Кроме этого, был ответственным редактором серии «Из истории мировой культуры» в издательстве «Наука» (Сибирское отделение, Новосибирск). В 1971 году защитил докторскую диссертацию «Палеолит Северной, Центральной и Восточной Азии. Формирование основ современных представлений о культурах древнекаменного века Азии: 1871—1960 гг.». Главный редактор журнала «Гуманитарные науки в Сибири» (1998—2003).
Похоронен на Южном кладбище Новосибирска (квартал 28).

## Научная деятельность

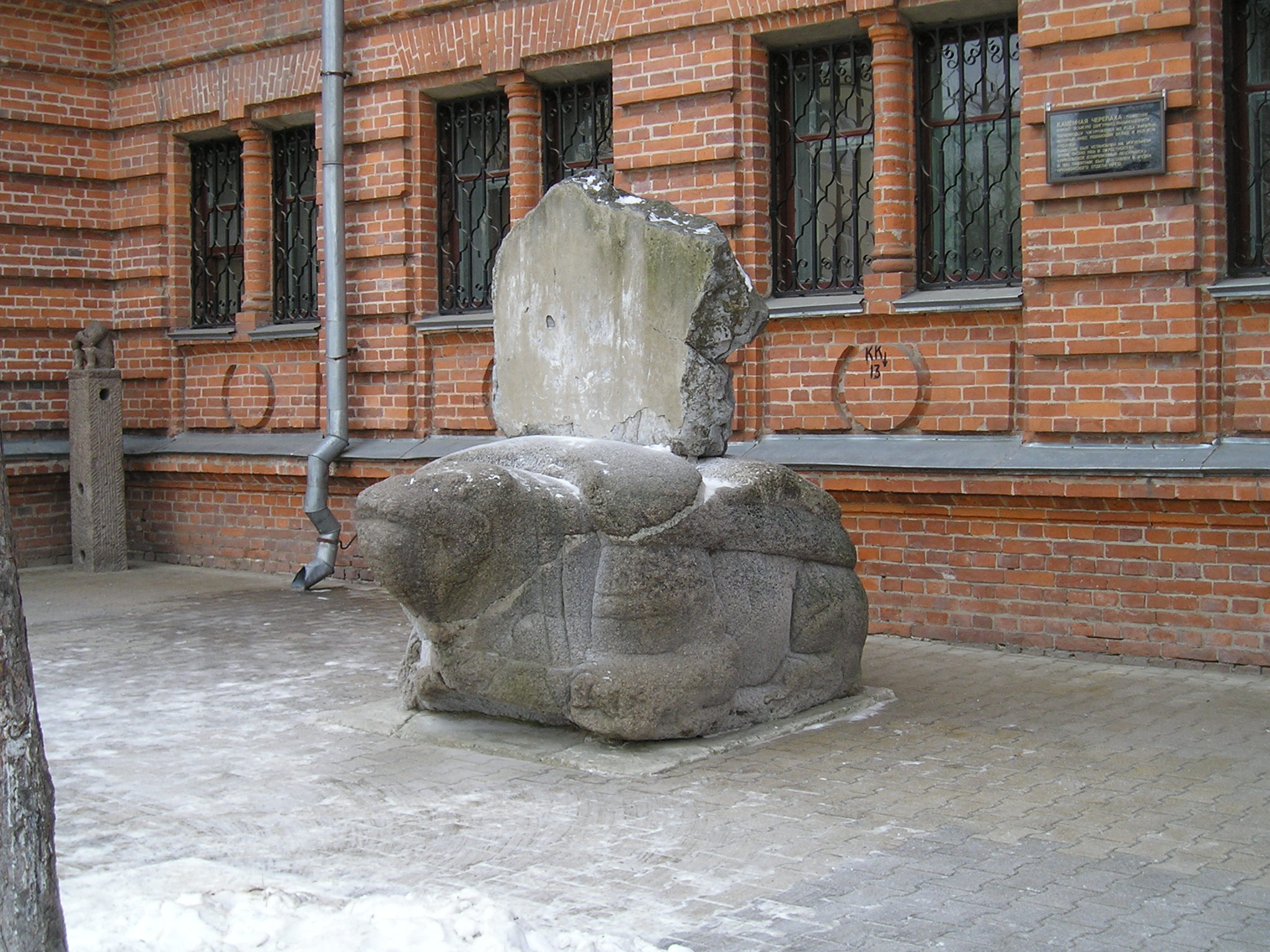
Чжурчжэньская каменная черепаха в Хабаровском краеведческом музее — героиня книги В. Е. Ларичева (1966)

Автор многочисленных научных и научно-популярных книг, в частности, по антропологии и палеоастрономии: интерпретации памятников культуры древних людей, которые, по мнению исследователя, могли воплощать в себе представление их создателей о строении Вселенной. Ряд наблюдений и выводов В. Е. Ларичева вызвал возражения других специалистов. В 1981 году комиссия Института археологии АН СССР в составе З. А. Абрамовой, П. И. Борисковского и В. П. Любина пришла к выводу: «ни один из показанных нам предметов, опубликованных В. Е. Ларичевым <…> не может быть признан в качестве произведения первобытного искусства <…> Во всех случаях мы имеем дело или со случайностями формы необработанных камней или с особой структурой исходной породы».
А. А. Формозов вспоминал: «Есть три сорта научно-популярной литературы. К первому принадлежит та, что создана в итоге собственных изысканий, ко второму — та, что лишь доступно излагает результаты чужих исследований, к третьему — та, где всего-навсего пересказаны другие популярные же книжки. Продукция Ларичева, как правило, не выше третьего сорта. Любой его опус восходит к двум-трем английским бестселлерам. <…> Начиная с 1976 года страницы газет и журналов были заполнены его сообщениями о потрясающих произведениях палеолитического искусства, обнаруженных им на стоянке Малая Сыя на Енисее. Кремнёвые орудия из раскопок не были описаны и изданы Ларичевым никогда. Лишь однажды он упомянул о них как о „скучных и маловыразительных сколах“. Говорилось же о скульптурах и гравюрах на камне и кости, причем очень странных, ни на что не похожих. Чего стоит, например, сцена борьбы мамонта с черепахой! Образы и сюжеты, якобы запечатленные древними людьми, Ларичев расшифровывал исходя из китайской мифологии, запомнившейся ему со студенческих лет, но именуемой осторожно „восточноазиатской“. Весь этот бред печатался в многотиражных газетах и журналах („Знание — сила“, „Советская культура“), просочился на страницы „Курьера ЮНЕСКО“, рекламировался в пресловутой „Памяти“ В. Чивилихина („в Сибири открыта древнейшая цивилизация планеты“)».